# Jamboard
Jamboard est un tableau blanc interactif dédié à la collaboration en équipe dans le milieu professionnel afin d’améliorer la productivité et la créativité des employés, mais également dans le milieu scolaire. L’écran Jamboard dispose d'un écran tactile 4K de 55 pouces, et permet une collaboration en ligne en connectant différents appareils (mobiles, portables, tablettes…) sur un même document. L'écran peut également être monté sur un mur ou un support/pied.
Il a été développé par Google en partenariat avec BenQ. Le produit a été annoncé officiellement le 25 octobre 2016. Jamboard appartient à la famille G Suite de Google.
Google fait disparaître définitivement le produit le 31 décembre 2024.

## Histoire
Après le lancement de Google Apps for Work en 2006 (applications Google utilisées dans le milieu du travail), le service a été rebaptisé G Suite, le 29 septembre 2016. Ce jour-là a également eu lieu l’annonce des programmes d'apprentissage de Google Drive, la refonte de l’application Hangouts et l'annonce du lancement de Team Drive.
Le 25 octobre, le chef de produit de G Suite TJ Varghese a présenté le tableau digital Jamboard sur le blog officiel de Google. La bande annonce du produit a été diffusée le même jour sur YouTube. Le site Web a également été lancé le même jour.
Jamboard est sorti en mai 2017 et se vend alors 4 699 €.

## Design
L'appareil peut être monté sur un mur ou être directement installé sur un support vertical avec des roues.
Jamboard est équipé d’un écran tactile 4K de 55 pouces, offrant un taux de rafraîchissement de 60Hz, et peut détecter jusqu’à 16 points de contact. L’écran interactif Google/BenQ intègre également une caméra frontale, un microphone et des haut-parleurs. L’écran tactile comprend deux stylets et une gomme qui permettent de créer et recréer à l’infini. Les mains et les doigts peuvent également être utilisés pour écrire sur l’écran.
Le Jamboard possède également un système d'exploitation qui coïncide avec l'écosystème G Suite. L’administrateur de Jamboard peut ouvrir un jam, qui est une session où les utilisateurs peuvent se rejoindre et travailler sur des projets dans l'espace disponible. Tout service compatible avec G Suite peut également être effectué sur tout appareil connecté.

## Distribution
La distribution exclusive a été confiée à BenQ et le Jamboard est commercialisé dans 13 pays : États-Unis, Canada, Royaume-Uni, Danemark, Finlande, Norvège, Suède, Pays-Bas, France, Espagne, Irlande, Japon et Australie.